# Dominique Chagnollaud
Dominique Chagnollaud de Sabouret dit Dominique Chagnollaud est un professeur des universités, juriste et politologue français né le 24 avril 1956. Il est professeur à l'université Paris-Panthéon-Assas (« Paris II ») où il enseigne le  droit constitutionnel.

## Formation
Dominique Chagnollaud de Sabouret naît le 24 avril 1956. Il est diplômé d'études approfondies en droit public en 1981 puis d’études politiques en 1982 de l'université Paris I, docteur d'État de l'IEP de Paris en 1988 avec une thèse consacrée à l’histoire des hauts fonctionnaires du XVIIIe au XXe siècle (Le premier des Ordres, Fayard, 1990) et agrégé des Facultés de Droit (science politique) en 1989. Il fut le dernier assistant de Maurice Duverger. 

## Carrière universitaire
Professeur à l'Université Panthéon-Assas depuis 1994, membre du département de droit public et de science politique, il siège au conseil scientifique de cet établissement depuis 2002.
Ses recherches sont consacrées à la sociologie politique et juridique, au contentieux constitutionnel et des libertés fondamentales, au droit public général et à la science politique.
Proche du comte de Paris, il est son conseiller juridique de 2009 jusqu'à sa mort, qu'il annonce à l'AFP.
Il est président et fondateur du Cercle des constitutionnalistes, club de réflexion sur le droit constitutionnel, qui organise des travaux dans ce domaine et reçoit régulièrement des personnalités du monde juridique et judiciaire.
En 2024, il se porte candidat à l'Académie française. Sa candidature ne sera finalement pas retenue, Raphaël Gaillard ayant été élu à sa place.

## Activités éditoriales
Il est directeur de deux collections juridiques : la Collection Cours (Droit public) et Hypercours (Droit public) avec Serge Guinchard chez Dalloz.
Il a publié de nombreux articles et ouvrages portant sur le droit constitutionnel et réédité aux Éditions Panthéon-Assas les manuels de grands auteurs comme Adhémar Esmein ou Léon Duguit.
Il a aussi publié une série de tribunes consacrées aux questions constitutionnelles dans Libération, L’Express ou encore Le Figaro.

## Responsabilités publiques

### En France
Dominique Chagnollaud de Sabouret a occupé divers postes publics à responsabilité tout au long de sa carrière :

- De 1980 à 1985, collaborateur de Philippe de Gaulle pour l'édition des Lettres, Notes et Carnets de son père (Editions Plon, 1981-1985) et de Bernard Tricot, pour les Journées de Gaulle (1991).
- De 1991 à 1995, secrétaire du Club Vauban.
- De 1993 à 1995, conseiller auprès de Simone Veil, ministre d'État chargée des Affaires sociales, de la Santé et de la Ville.
- De 2003 à 2007, membre du Tribunal suprême de Monaco, désigné par le prince Rainier III sur proposition du Conseil national[10].
- En 2005, il est membre du groupe de réflexion sur le remodelage des circonscriptions législatives et des cantons, puis de l’Observatoire de la Parité en 2007, désigné par le Premier ministre[11].
- De 2006 à 2011, membre du Conseil supérieur de la magistrature, désigné par le président de l’Assemblée nationale, dont il est élu président de la réunion plénière (mai 2009-mai 2010).

- En 2007-2008, il est membre du Comité de réflexion et de proposition sur la modernisation et le rééquilibrage des institutions de la Ve République, présidé par Édouard Balladur qui est à l'origine de la révision Constitutionnelle de 2008[12].
- Novembre 2005 à avril 2013, il est vice-président du Conseil supérieur de la recherche et de la technologie[13], présidé par le ministre de l’Enseignement supérieur et de la Recherche.
- D'avril 2009 à avril 2015, désigné par le président de l'Assemblée nationale comme membre de la commission de contrôle du redécoupage électoral (article 25 de la Constitution), après avis de la commission des lois de l'Assemblée nationale par 17 voix contre 2)[14].

### Sur le plan international
Le prince Albert II de Monaco l’a désigné en 2005 membre de la  Commission européenne pour la démocratie par le droit au Conseil de l’Europe (dite Commission de Venise). Son mandat a été renouvelé en 2009 et 2013 et prend fin en 2016. 
A l'occasion du centenaire de la disparition du Prince Albert Ier, il a prononcé devant le Parlement monégasque un discours introductif en présence du Prince Albert II. 
Il est également co-directeur avec Michel Troper du Traité international de droit constitutionnel, paru en trois tomes en 2012. Cet ouvrage, qualifié par Marc-Olivier Baruch (directeur d'études à l'EHSS) de "somme dont les maîtres-mots sont érudition, intelligence et profondeur", a reçu le prix (bi-annuel) René Cassin de l'Académie des sciences morales et politiques en 2013

## Dernières publications
Ouvrages
- La Ve République (en collab. avec J.-L. Quermonne), 4 t., collection Champs, Flammarion, 2000.
- Vie publique et responsabilité pénale (dir.), Éditions Panthéon-Assas, 2002.
- Chroniques constitutionnelles (sous le pseudonyme de S. Holmes), Les petites affiches, 2003-2005.
- Aux origines du contrôle de constitutionnalité (dir.), Editions Panthéon-Assas, 2004.
- Dictionnaire des droits fondamentaux (avec G. Drago), Dalloz, 2005.
- Les Origines canoniques du droit constitutionnel (dir.), LGDJ, 2006.
- Les 50 ans de la Constitution (dir.), Cercle des constitutionnalistes, préface d'Édouard Balladur, Litec, 2008.
- Droit constitutionnel contemporain, 2 t., Dalloz , 5e éd, 2008.
- Science politique, Dalloz, 7e éd, 2009.
- Histoire constitutionnelle et politique de la France, 1789-1958, Dalloz, 3e éd, 2010.
- Code Junior consacré aux droits et obligations des mineurs, Dalloz, dernière édition, 2010.
- Droit constitutionnel et droit pénal: sur un couple uni in Code pénal et Code d'instruction criminelle, Livre du Bicentenaire, Université Panthéon-Assas, Dalloz, 2010.
- Brèves remarques sur le droit de la nationalité, in Mélanges Guinchard, Dalloz, 2010.
- Les techniques de contrôle de constitutionnalité in Traité international de droit constitutionnel, Dalloz, 2012.
- Traité international de droit constitutionnel (codirection avec M. Troper), 3 t., Dalloz, 2012, Prix René Cassin 2013 de l'Académie des Sciences morales et politiques
- La Principauté de Monaco, histoire, identité, pouvoirs, LGDJ, 2015

Il a par ailleurs publié des ouvrages d'histoire : 
- Le premier des Ordres, les hauts fonctionnaires, XVIIIe / XXe siècle, Fayard, 1989.
- Le Désempire, Figures et thèmes de l'anticolonialisme, avec Jean Lacouture, Denoël, coll. « Destins croisés », 1993.
- Histoire constitutionnelle et politique de la France, Dalloz, 3e éd. 2010.

Dominique Chagnollaud est aussi l'auteur d'ouvrages d'éducation civique destinés au collège tels que :
- Éducation civique 4e : documents et exercices par Françoise Armand, Françoise Lepagnot-Leca et Martine Allaire sous sa direction avec cette dernière, Hatier, 8 juin 1998
- Éducation civique 5e : documents et exercices par Françoise Armand, Françoise Lepagnot-Leca et Martine Allaire sous sa direction avec cette dernière, Hatier, 1er mai 1997

Principaux articles
- Le Président et la doctrine : à propos de la responsabilité pénale du Chef de l’Etat, RDP, no 4, 1999.
- La querelle du cuisinier et du rôtisseur : à propos de trois manuels de droit constitutionnel, Mélanges Ardant, LGDJ, 1999.
- Contribution au numéro spécial, Le quinquennat, RDP, no 4, 2000.
- La Cour de Cassation et la responsabilité pénale du Chef de l’Etat ou les dominos constitutionnels, RDP, no 6, 2001.
- Avant-propos à la réédition du manuel d’Adhémar Esmein, Eléments de droit constitutionnel français et comparé, Editions Panthéon -Assas, 2001.
- La loi d'orientation pour l'Outre-mer devant le conseil constitutionnel et la bi-départementalisation de la Réunion, Les Petites Affiches, 23 avril 2001.
- Contribution au numéro spécial La VIe République ?, RDP, no 1 et 2, 2002.
- Holmes et le casse tête chinois : classification des régimes et élection concurrentielle, Mélanges Benoît Jeanneau, Dalloz, 2002.
- Le Conseil constitutionnel et la Corse, Pouvoirs locaux, no 53, 2002.
- Le Conseil d’Etat et le droit constitutionnel : Sherlock Holmes au Palais Royal, Mélanges Pierre Avril, LGDJ, 2002.
- Droit constitutionnel et loi électorale : à propos de la décision du 3 décembre 2002 du Tribunal Suprême de Monaco, RDP, no 1, 2003.
- Sherlock Holmes à la poursuite du pouvoir constituant, Après la décision no 2003-469 DC du Conseil constitutionnel du 26 mars 2003, Les Petites Affiches, no 209-203, 20-24 octobre 2003 du 20/24 octobre 2003, no 209/213.
- Sherlock Holmes et l'énigme non résolue : le Conseil constitutionnel et les nouveaux modes de scrutin (Conseil constitutionnel du 3 avril 2003, RDP, no 1, 2003).
- La constitutionnalité de l’article L.7 du code électoral, Recueil Dalloz, 12 février 2004, no 6.
- Sherlock Holmes et le mystère de l’effet cliquet, Après la décision no 2003-485 DC du Conseil constitutionnel du 4 décembre 2003, Les Petites Affiches, 23 février 2003, no 38.
- Le principe de précaution est-il soluble dans la loi ? À propos de l'article 5 de la Charte de l'environnement, Recueil Dalloz, 22 avril 2004.
- Watson propage une fausse nouvelle, Après la décision no 2004-496 DC du 10 juin 2004 du Conseil constitutionnel, Les Petites Affiches, 9 juillet 2004, no 137
- La Constitution française ne peut pas être révisée par voie de directives, Après la décision no 2004-505 du 19 novembre 2004, Traité établissant une Constitution pour l’Europe, Recueil Dalloz, 2005, no 2.
- La dernière enquête : Sherlock Holmes contre Jack l’éventreur, Après la décision no 2004-492 DC du 2 mars 2004, loi portant adaptation de la justice aux évolutions de la criminalité, Les Petites Affiches, 4 janvier 2005, no 2.
- Article Justice politique in Loïc Cadiet (dir.), Dictionnaire de la Justice, PUF, 2004.
- La sanction (administrative) et le juge constitutionnel : Montesquieu malgré tout ? Justice et Cassation, Revue annuelle des avocats au Conseil d’État et à la Cour de cassation, Dalloz, 2005.
- Avant-propos à la réédition du manuel de droit constitutionnel de Léon Duguit (1923), Editions Panthéon-Assas, 2007.
- Un coup d'Etat juridique ? Après les arrêts n° 595 à 598 du 20 mai 2011 rendus par la Cour de cassation du 20 mai 2011 réunie en Assemblée plénière, Recueil Dalloz, mai 2011.
- Le statut des fonds spéciaux avant 2001, Recueil Dalloz, Nº. 21, 2014.
- Charte européenne des langues régionales et minoritaires : une révision de la Constitution ?, Recueil Dalloz Sirey, no 35, 2015.
- Le retour de Sherlock Holmes. Après la décision n° 2015-512 QPC du 8 janvier 2016 : le moyen disparu. Par le Dr Watson, Recueil Dalloz Sirey, no 9, 2016.
- L’étrange affaire des communiqués. Études, AJDA, no 28, 2016.
- Peut-on dissoudre le Sénat ? Point de vue, Recueil Dalloz Sirey, no 31, 2018.
- Cauchemar en cuisine : Sherlock Holmes et les ordonnances de l'article 38. Études, AJDA, no 39, 2020.
- Miss Hudson veut prendre sa retraite (après la décision numéro 2023-849 DC du 14 avril 2023, Loi de financement rectificative de la sécurité sociale pour 2023). Point de vue, Recueil Dalloz Sirey, no 20, 2023.

## Décorations
- Officier de l'ordre national du Mérite
- Officier de la Légion d'honneur en 2018[20], chevalier en 2003[21]
- Chevalier de l'ordre de Saint-Charles